# Острова (Юргамиський район)
Острова́ (рос. Острова) — присілок у складі Юргамиського району Курганської області, Росія. Входить до складу Островської сільської ради.
Населення — 53 особи (2010, 77 у 2002).